# Charlie Taylor
Charles James Taylor (18 de setembre de 1993) és un futbolista professional anglès que juga de lateral esquerra pel Burnley FC, equip de la Premier League.